# Nemertesia fraseri
Nemertesia fraseri is een hydroïdpoliep uit de familie Plumulariidae. De poliep komt uit het geslacht Nemertesia. Nemertesia fraseri werd in 1992 voor het eerst wetenschappelijk beschreven door Ramil & Vervoort. 